# Tor Zawar
Tor Zawar es un volcán con fisuras de ventilación o fisuras volcánicas en el centro del país asiático de Pakistán. Es el único volcán reciente en Pakistán y el subcontinente indio, su última erupción se produjo el 29 de enero de 2010.
Tor Zawar se compone de un grupo de respiraderos con fisuras muy próximas entre sí en una montaña no volcánica en una región tectónicamente activa entre el Bibai y las fallas de cabalgamiento Gogai, que se encuentra en la región de Ziarat cerca del pueblo de Wham.